# Wettelijke samenwoning
De wettelijke samenwoning (Frans: cohabitation légale; Duits: gesetzliches Zusammenwohnen) is een concept uit het Belgisch burgerlijk recht dat de toestand van samenleven van twee personen inhoudt die een verklaring van wettelijke samenwoning hebben afgelegd. De wettelijke samenwoning, te onderscheiden van het huwelijk, werd ingevoerd door de wet van 23 november 1998 en is geregeld in de artikelen 1475 tot 1497 van het Oud Burgerlijk Wetboek (oud BW). In Nederland is er geen wettelijke regeling voor samenwonen, daar moet een paar zelf afspraken maken.

## Definitie
Het Burgerlijk Wetboek definieert de wettelijke samenwoning als de toestand van samenleven van twee personen die een verklaring van wettelijke samenwoning hebben afgelegd (art. 1475, §1 oud BW).

## Geschiedenis
De wettelijke samenwoning werd ingevoerd in België door de wet van 23 november 1998 tot invoering van de wettelijke samenwoning. Deze wet werd in het Belgisch Staatsblad gepubliceerd op 12 januari 1999 en trad in werking op 1 januari 2000. Deze wet kwam voort uit een wetsvoorstel van Philippe Moureaux (PS), Vincent Decroly (Ecolo), Frans Lozie (Agalev) en Olivier Maingain (FDF), ingediend in de Kamer van volksvertegenwoordigers op 23 oktober 1995, tijdens de gewone zitting van 1995-1996. De definitieve tekst van dit wetsvoorstel werd op 16 juli 1998 aangenomen door de Kamer van volksvertegenwoordigers en op 29 oktober 1998 door de Senaat.
De wet van 2 juni 2013 voerde de artikelen 1476bis, 1476ter en 1476quater oud BW in. Deze bepalingen kwamen voort uit een wetsontwerp van de regering-Di Rupo en bevatten regelen in verband met het tegengaan van schijnwettelijke samenwoningen.

## Voorwaarden
Er zijn twee voorwaarden waaraan men moet voldoen om een verklaring van wettelijke samenwoning te kunnen afleggen (art. 1475, §2, eerste lid oud BW):
- beide partijen mogen niet verbonden zijn door het huwelijk of door een andere wettelijke samenwoning;
- en beide partijen moeten bekwaam zijn om contracten aan te gaan. Minderjarigen en meerderjarige onbekwame personen komen daardoor niet in aanmerking, al kan een meerderjarige die onbekwaam werd verklaard wel een machtiging vragen aan de vrederechter om alsnog een wettelijke samenwoning aan te gaan. De vrederechter moet daarbij rekening houden met de wilsbekwaamheid van de betrokkene (art. 1475, §2, tweede en derde lid oud BW).

Het wettelijk samenwonen is zowel mogelijk tussen twee personen van hetzelfde dan wel van verschillend geslacht, die al dan niet familie zijn en die al dan niet een seksuele relatie hebben. Voor homoseksuele koppels was het overigens vroeger mogelijk om wettelijk samen te wonen (sinds 1 januari 2000) dan te huwen (sinds 1 juni 2003).
De verklaring van wettelijke samenwoning moet op schriftelijke wijze worden afgelegd tegenover de ambtenaar van de burgerlijke stand van de gemeenschappelijke verblijfplaats (art. 1476, §1, eerste lid oud BW). De ambtenaar controleert of de partijen voldoen aan de wettelijke voorwaarden en maakt vervolgens melding van de verklaring in het bevolkingsregister (art. 1476, §1, derde lid oud BW).

## Gevolgen

### Wederzijdse rechten en verplichtingen
De rechten, verplichtingen en bevoegdheden van de wettelijke samenwoning zijn op de wettelijk samenwonenden van toepassing vanaf het moment waarop zij hun verklaring van wettelijke samenwoning hebben afgelegd (art. 1477, §1, eerste lid oud BW).
In het kader van de wederzijdse rechten en verplichtingen is het niet mogelijk dat de ene samenwonende de gezinswoning verkoopt of wegschenkt zonder de toestemming van de andere samenwonende (art. 1477, §2 en art. 215 oud BW). Daarentegen is de ene samenwonende wel gehouden tot de schulden die door de andere samenwonende zijn gemaakt, op voorwaarde dat deze schulden enerzijds worden aangegaan ten behoeve van het samenleven en/of van de kinderen die door hen opgevoed worden en dat deze schulden anderzijds niet buitensporig zijn (art. 1477, §4 oud BW).
De wettelijk samenwonenden moeten bovendien bijdragen in de lasten van het samenleven en dit naar evenredigheid van hun mogelijkheden (art. 1477, §3 oud BW).

### Goederen en inkomsten
Tijdens de wettelijke samenwoning behouden de samenwonenden de goederen waarvan zij kunnen bewijzen dat zij er eigenaar van zijn, alsook hun inkomsten uit deze goederen en hun inkomsten uit arbeid (art. 1478, eerste lid oud BW). De goederen waarvan geen van beiden kan bewijzen dat ze er als enige eigenaar van zijn, alsook de inkomsten uit deze goederen, worden geacht in onverdeeldheid te zijn (art. 1478, tweede lid oud BW).
De wettelijk samenwonenden kunnen hun samenwoning contractueel regelen zoals zij dat willen. Zulke overeenkomsten moeten door een notaris worden opgesteld. In hun overeenkomst mogen de samenwonenden echter niet afwijken van:
- de wederzijdse rechten en verplichtingen;
- de openbare orde en de goede zeden;
- de regels omtrent het ouderlijk gezag en de voogdij;
- en de regels over het wettelijk erfrecht (art. 1478, vierde lid oud BW).

Meerderjarige onbekwame personen hebben machtiging nodig van de vrederechter om zulke overeenkomst te sluiten (art. 1478, vijfde lid oud BW).

### Erfrecht
Sinds de wet van 28 maart 2007 kent men erfrechtelijke aanspraken toe aan de langstlevende wettelijk samenwonende. Deze aanspraken zijn geregeld in artikel 4.23 van het Burgerlijk Wetboek (BW). Voor de invoering van boek 4 van het Burgerlijk Wetboek in 2022 was deze materie geregeld in artikel 745octies oud BW. Bij overlijden van een van de wettelijk samenwonenden verkrijgt de andere, langstlevende wettelijk samenwonende het vruchtgebruik van de gezinswoning en het daarin aanwezige huisraad. Met gezinswoning bedoelt de wet het onroerend goed dat tijdens het samenwonen diende tot gemeenschappelijke verblijfplaats. De langstlevende heeft hier recht op, ongeacht of de overledene naast de langstlevende wettelijk samenwonende nog andere erfgenamen heeft nagelaten (art. 4.23, §1, eerste lid BW). Indien de gezinswoning door de wettelijk samenwonenden werd gehuurd, dan verkrijgt de langstlevende als enige, met uitsluiting van eventuele andere erfgenamen het recht op de huur van de gezinswoning alsook het vruchtgebruik van het daarin aanwezige huisraad (art. 4.23, §3 BW).
Er bestaan twee uitzonderingen waarin de langstlevende deze aanspraken niet kan doen gelden, namelijk in het geval waarin de langstlevende wettelijk samenwonende een afstammeling is van de vooroverleden wettelijk samenwonende (art. 4.23, §4 BW). In tegenstelling tot de langstlevende echtgenoot heeft de langstlevende wettelijk samenwonende geen erfrechtelijke reserve. Hierdoor kunnen wettelijk samenwonenden elkaar bij testament volledig onterven. Ook in dat geval heeft de langstlevende geen aanspraken op de gezinswoning of het huisraad.
Iedere erfgenaam die de blote eigendom verkrijgt van de goederen waarvan de langstlevende wettelijk samenwonende het vruchtgebruik heeft geërfd, kan eisen dat men een boedelbeschrijving opmaakt van de aanwezige huisraad en een staat opstelt van de gezinswoning (art. 4.23, §5 BW). Het vruchtgebruik dat de langstlevende erft, kan worden afgekocht op dezelfde manier als het vruchtgebruik van de langstlevende echtgenoot kan worden afgekocht (art. 4.23, §6 juncto 4.22 en 4.60 tot 4.64 BW).
Binnen de grenzen van wat men uit de nalatenschap, uit schenkingen of uit de samenwoningsovereenkomst van de overleden samenwonende heeft verkregen, moet de langstlevende wettelijk samenwonende instaan voor de huisvesting, het levensonderhoud, de gezondheid, het toezicht, de opvoeding, de opleiding en de ontplooiing van de kinderen van de overleden samenwonende waarvan de langstlevende samenwonende niet de moeder of de vader is. Deze verplichting geldt niet als het betrokken kind onwaardig is om van de overleden samenwonende te erven (art. 1477, §5 en 203, §1 oud BW).

## Beëindiging
Er kan op drie manieren een einde komen aan de wettelijke samenwoning, en met name wanneer:
- minstens een van de partijen in het huwelijk treedt;
- een van de partijen overlijdt;
- of er een einde wordt gemaakt aan de wettelijke samenwoning (art. 1476, §2, eerste lid oud BW).

Zulke beëindiging kan op twee manieren gebeuren, namelijk in onderlinge overeenstemming maar ook eenzijdig door een van de samenwonenden. In beide gevallen voltrekt de beëindiging zich door een schriftelijke verklaring ten aanzien van de ambtenaar van de burgerlijke stand (art. 1476, §2, tweede lid oud BW). Gebeurt de beëindiging in onderlinge overeenstemming, dan is de bevoegde ambtenaar deze van de woonplaats van de partijen. Als de partijen ondertussen niet meer in dezelfde gemeente wonen, dan moet de verklaring worden overgemaakt aan de ambtenaar van de gemeente van een van hen (art. 1476, §2, derde lid oud BW). Gebeurt de beëindiging eenzijdig, dan is de bevoegde ambtenaar deze van de woonplaats van de partijen of, als de partijen ondertussen niet meer in dezelfde gemeente wonen, de ambtenaar van de gemeente van de verzoekende partij (art. 1476, §2, vierde lid oud BW). Ook de beëindiging wordt vermeld in het bevolkingsregister (art. 1476, §2, zevende lid oud BW).
Een meerderjarige die onbekwaam werd verklaard kan ook voor de beëindiging een machtiging vragen aan de vrederechter. De vrederechter moet daarbij rekening houden met de wilsbekwaamheid van de betrokkene (art. 1475, §2, achtste en negende lid oud BW).